# Beharovce
Beharovce (německy Beharz, maďarsky Beharóc) jsou obec na Slovensku, v okrese Levoča v Prešovském kraji.
V roce 2011 zde žilo 178 obyvatel.